# Haakcelhoutskoolbekertje
Het haakcelhoutskoolbekertje (Anthracobia uncinata) is een schimmel behorend tot de familie Pyronemataceae. Het leeft saprotroof, op brandplekken.

## Kenmerken
De apothecia hebben een bruin of crème kleur. De basidiosporen zijn glad, met guttelen en zijn 10-13 µm lang.

## Verspreiding
In Nederland komt haakcelhoutskoolbekertje zeer zeldzaam voor. Het staat op de rode lijst in de categorie 'gevoelig'.